# Montagrier
Montagrier (okzitanisch Mont Agrier) ist ein südwestfranzösischer Ort und eine aus dem Hauptort, zwei Weilern (hameaux) und mehreren Einzelgehöften (fermes) bestehende Gemeinde (commune) mit 507 Einwohnern (Stand: 1. Januar 2022) im Nordwesten des Départements Dordogne in der Region Nouvelle-Aquitaine (vor 2016: Aquitanien). Die Bewohner werden Agrésiens und Agrésiennes genannt.

## Lage und Klima
Der Ort Montagrier liegt auf einer ca. 145 m hohen Anhöhe oberhalb des Flusses Dronne in der Kulturlandschaft des Périgord etwa 21 km (Fahrtstrecke) nordwestlich von Périgueux bzw. knapp 15 km östlich von Ribérac. Das Klima ist gemäßigt; Regen (ca. 900 mm/Jahr) fällt übers Jahr verteilt.

## Bevölkerungsentwicklung
| Jahr      | 1800 | 1851 | 1901 | 1954 | 1999 | 2015 |
| Einwohner | 850  | 913  | 702  | 477  | 443  | 523  |

Der kontinuierliche Bevölkerungsrückgang im 20. Jahrhundert ist im Wesentlichen auf die Reblauskrise im Weinbau und die Mechanisierung der Landwirtschaft zurückzuführen; hinzu kommt die immer noch anhaltende Aufgabe von bäuerlichen Kleinbetrieben.

## Wirtschaft
Die Gemeinde ist immer noch in hohem Maße land- und forstwirtschaftlich geprägt, wobei der in früheren Zeiten durchaus bedeutsame Weinbau nur noch eine untergeordnete Rolle spielt. Im Ort selber haben sich Kleinhändler, Handwerker und Dienstleister niedergelassen. Seit den 1960er Jahren werden einige der leerstehenden Häuser als Ferienwohnungen (gîtes) vermietet.

## Geschichte
In dem bereits in gallorömischer Zeit befestigten Ort entstand im 8. Jahrhundert eine – heute verschwundene – Burg (château). Von der mittelalterlichen Stadtmauer ist nur noch die Porte Wiridel erhalten. Im 11./12. Jahrhundert entstand eine Prioratskirche der Benediktinerabtei von Brantôme. Montagrier befand sich während des Hundertjährigen Krieges (1337–1453) lange Zeit in Händen der Engländer.

## Sehenswürdigkeiten
- Kirche Sainte-Madeleine, frühere Prioratskirche aus dem 12. Jahrhundert, seit 1912 als Monument historique klassifiziert
- Kapelle Saint-Sicaire
- Kapelle Saint-Georges
- Schloss Gouyas
- Mühle an der Brücke aus dem 18. Jahrhundert
- Wiridel-Tor, verbliebener Rest der früheren Ortsbefestigung aus dem 14. Jahrhundert

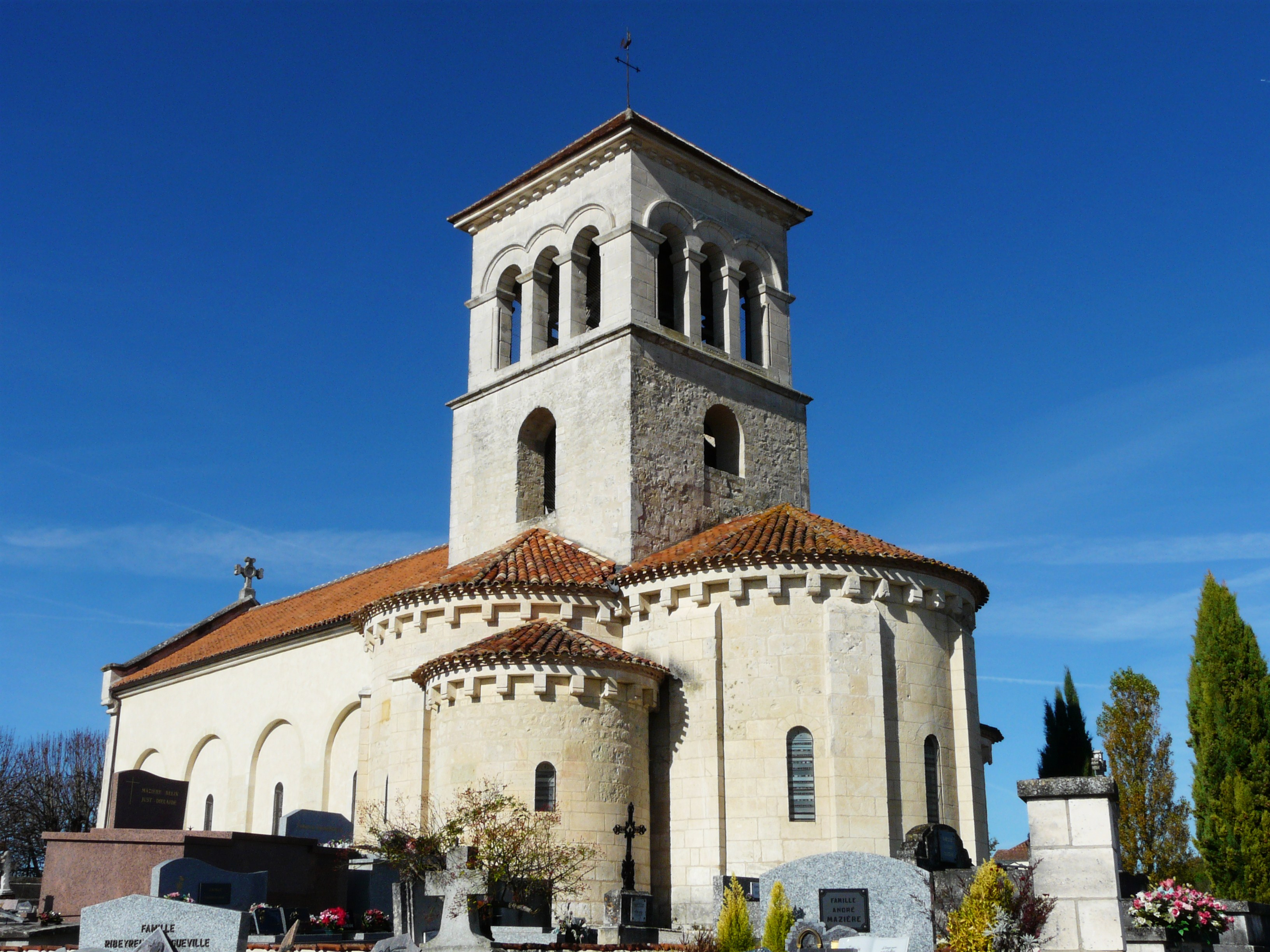
Kirche Sainte-Madeleine
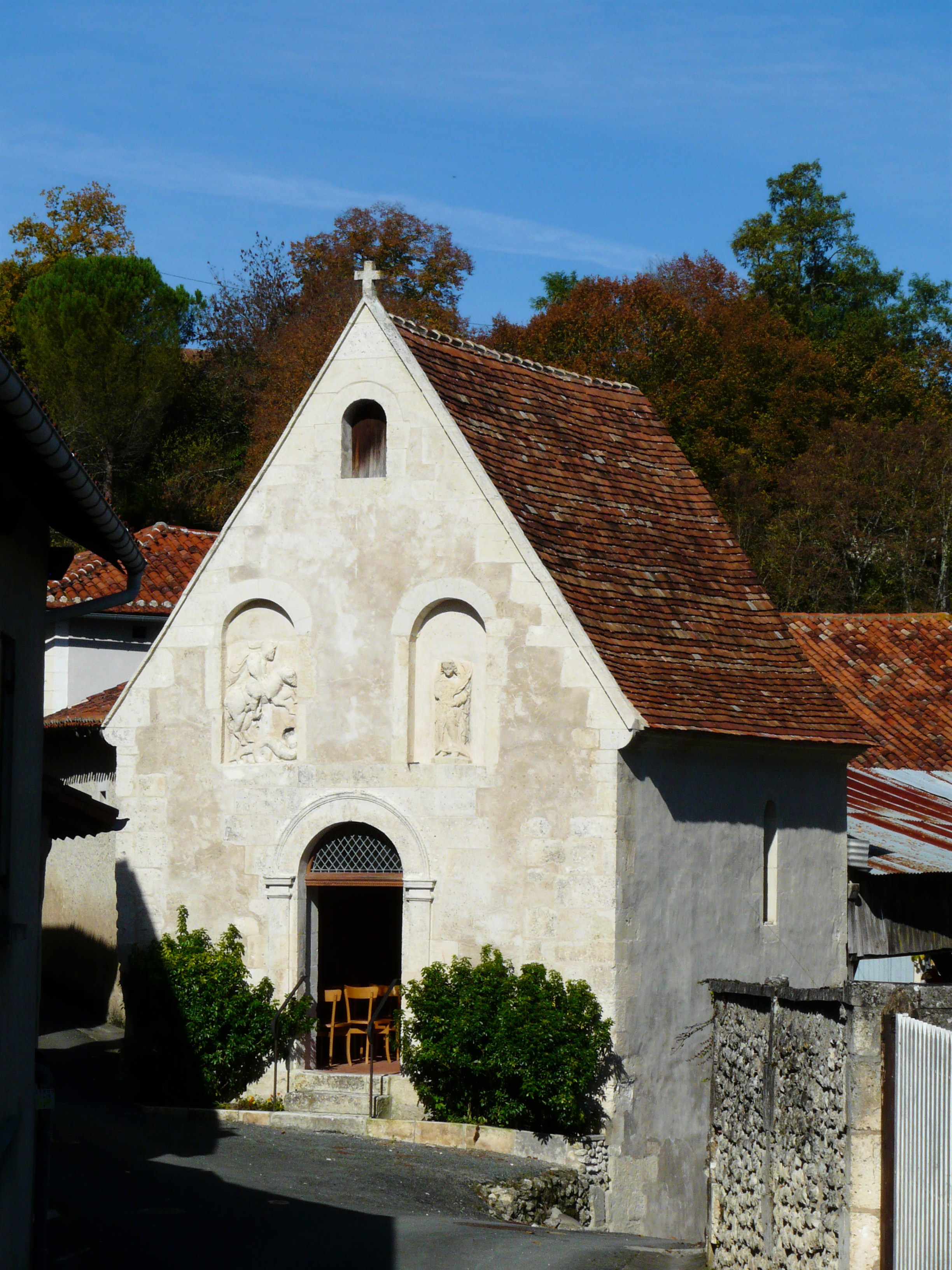
Kapelle Saint-Sicaire
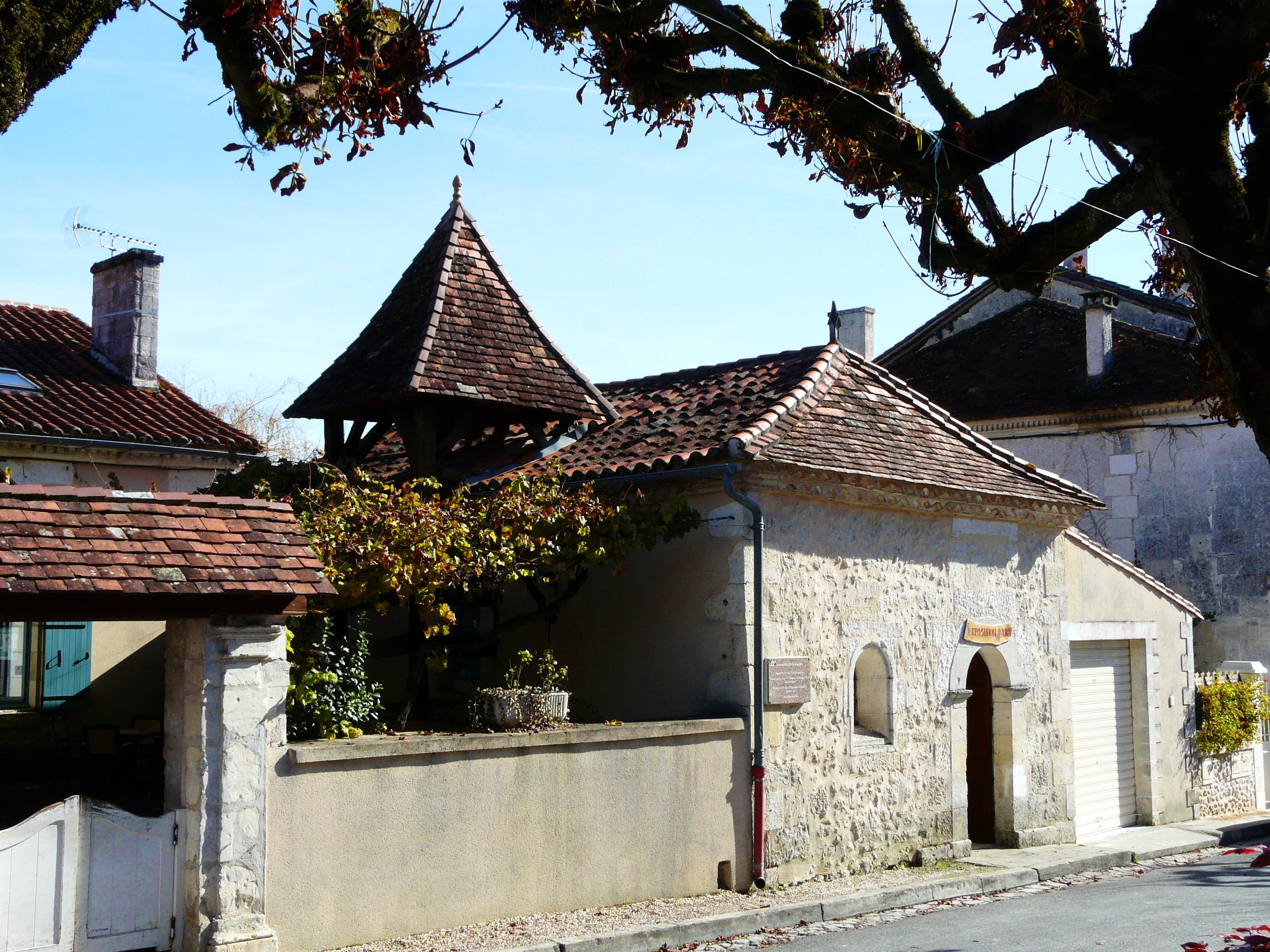
Kapelle Saint-Georges
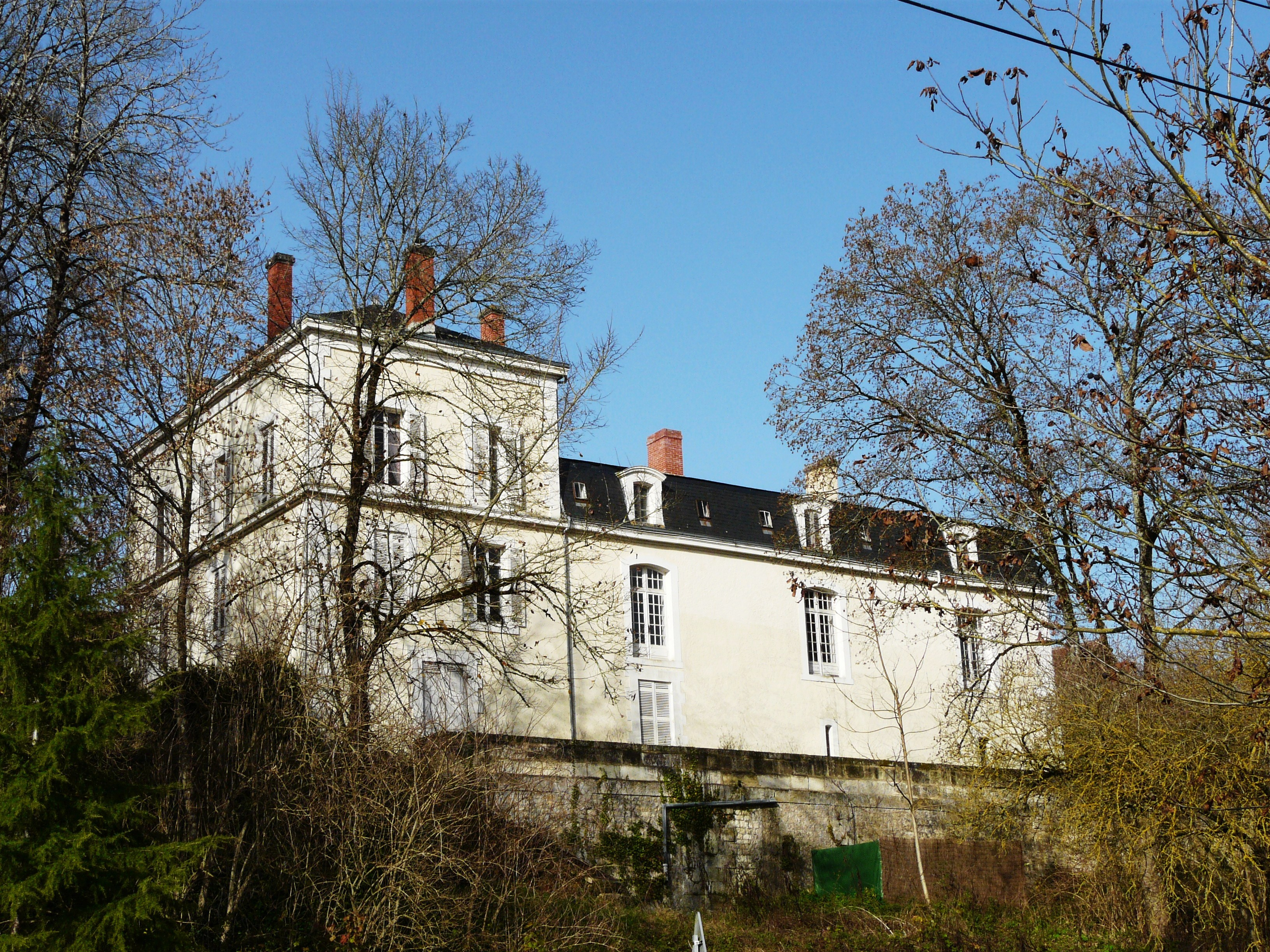
Schloss Gouyas
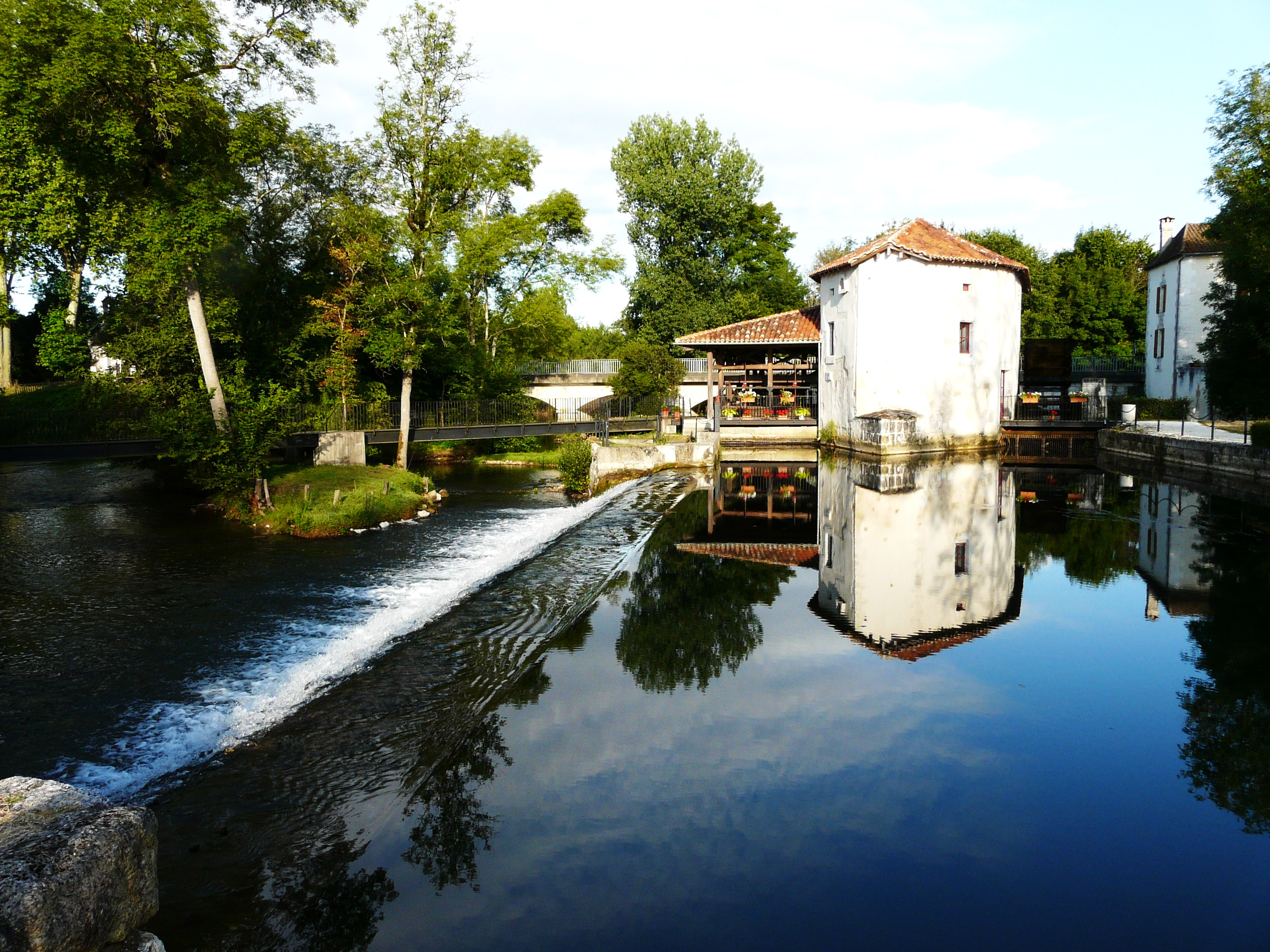
Mühle an der Brücke
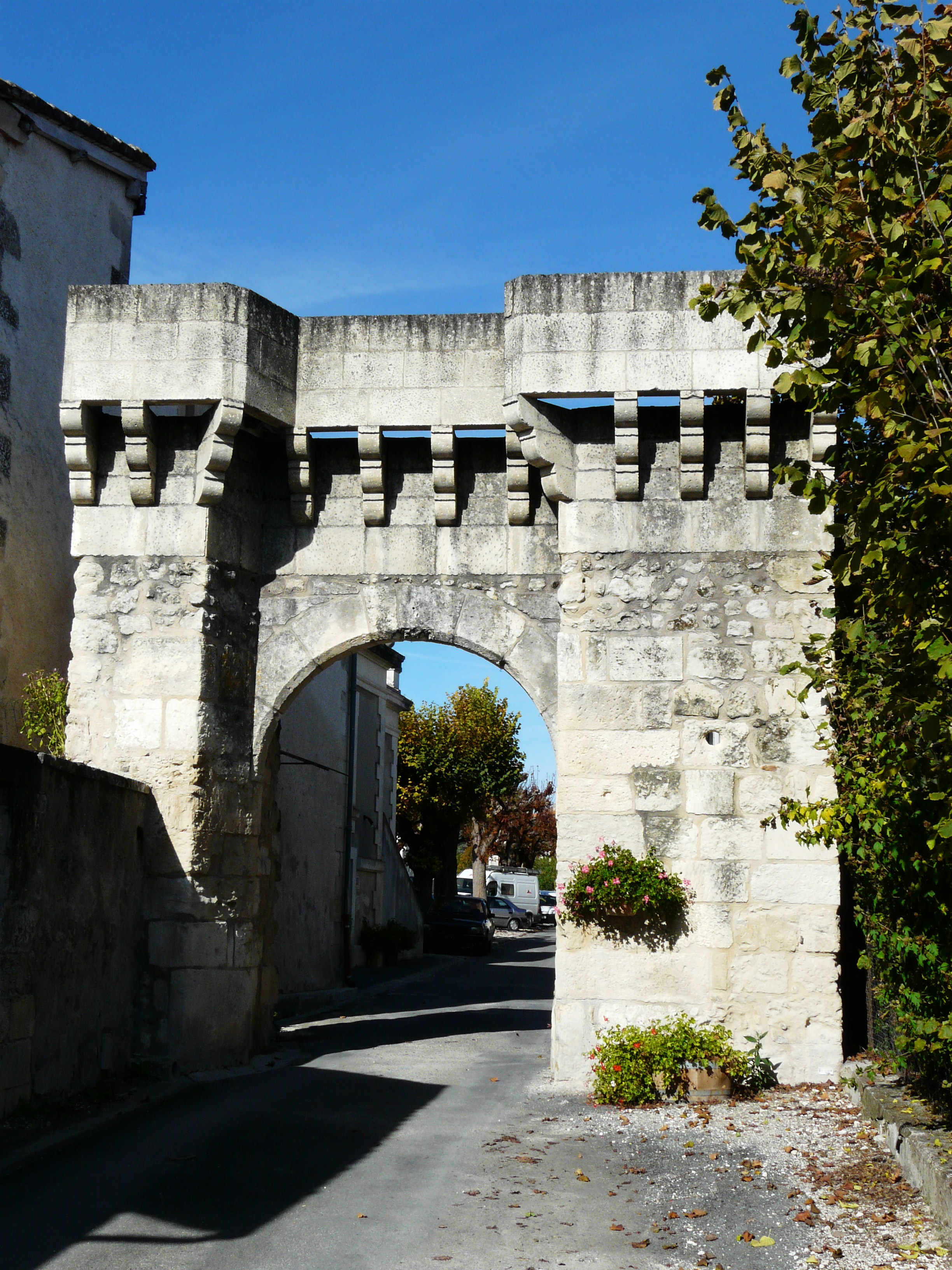
Wiridel-Tor

## Gemeindepartnerschaft
Mit der kanadischen Gemeinde Lanoraie in der Provinz Québec besteht seit 2007 eine Partnerschaft.